# Francis Ricard
Pour les articles homonymes, voir Ricard (homonymie).
 (octobre 2015).
Si vous disposez d'ouvrages ou d'articles de référence ou si vous connaissez des sites web de qualité traitant du thème abordé ici, merci de compléter l'article en donnant les références utiles à sa vérifiabilité et en les liant à la section « Notes et références ».
Francis Ricard est auteur toulousain, poète, professeur de lettres, aficionado, photographe. 
Né en 1947 à Castres, il vit sa retraite à Toulouse. Il a publié chez l'Harmattan, La boîte noire (2001) et  L'heure juste  (2002), Eclipse(s) (2002) aux éditions de l'Epure, La corrida des ombres, textes et photographies (2003) chez Atlantica,  En un seul souffle (2007) chez Cheyne Editeur, collection Grands Fonds, Il suffirait recueil accompagné de gravures de Pierre Jourde (2014) Cahier des Passerelles n°8, Jaurès le Bal Républicain, un livre CD avec le groupe les Grandes Bouches, pour les paroles, (2014) , Dehors le silence (2015) aux Cahiers de l'Atelier, en collaboration avec le peintre Patrick Meunier enfin, Arthur Rimbaud poste restante Marseille, aux Editions Hors Limite (2016), préface de Serge Pey. 
Ces dernières années les textes de l'auteur ont été dits en public par Bernard-Pierre Donnadieu, Denis Lavant, Syvie Maury, Anne Rebeschini, Anne Lefèvre, Philippe Dutheil et par d'autres acteurs ou compagnies. C'est dire si les textes de Francis Ricard sont de plus en plus lus, appréciés et partagés par un public de plus en plus large et au courant. L'auteur, par ailleurs, dit régulièrement ses propres textes ou des textes d'autres auteurs en public, notamment lors d'événements comme Le Printemps des Poètes.
Il a également participé à plusieurs ouvrages collectifs dont, en particulier, Pour Zarma changer à Babylone (2008) aux Editions Filigranes.